# Абдикакимов, Тыныштыкбек
Тыныштыкбек Абдикакимов (Тыныштыкбек Абдикакимулы) (20 июля 1953) — казахстанский поэт, лауреат Государственной премии Республики Казахстан (2018).

## Биография
Родился 20 июля 1953 года в селе Караул Абайского района Семипалатинской области, ныне Восточно-Казахстанская область.
С 1970 года, окончив Караульскую среднюю школу Абайского района, проходил службу в Советской армий радистом 1-й степени.
- 1973—1989 обучался и работал в селе специалистом в разных сферах (электрик, фрезеровщик, токарь, шофёр, киномеханик).
- 1989—1995 окончил Семипалатинский педагогический институт им. Н. К. Крупской по специальности «казахский язык и литература».
- 1989—1990 редактор в научно-методическом центре управление культуры Семипалатинской области.
- 1990—1993 научный сотрудник в историко-культурном, литературно-мемориальном заповедном музее им. Абая.
- 1993—1998 гг. ответственный секретарь Семипалатинского (Семейского) областного отделения Союза Писателей Казахстана.
- 2007—2008 консультант республиканской газеты «Алаш үні».

## Творчество
Стихи начал писать с 14 лет. С 1993 года член Союза Писателей Казахстана. Автор нескольких сборников стихотворений на казахском языке, таких как — «Ақшам хаттары» («Жалын», 1993, Алматы), «Ырауан» («Атамура», 2000, Алматы), «Алқоңыр дүние» («Фолиант», 2014, Астана), «Бесінші маусым жұпары» («Атамура», 2017, Алматы).
В своих произведениях пытается проанализировать и переоценить древние космические принципы и священные понятия общие для народов мира, через призму казахского национального мировоззрение. Так же были выпушены его труды — «Қас Сақ аңқымасы» (1-книга, «Елорда», Астана), «Қас Сақ аңқымасы» 2-книга, «Қазығұрт», 2003).
Его творчество является объектом научно-исследовательской работы. По его произведением в республике защищались кандидатские, докторские диссертации и публиковались многие другие научные труды. Стихи поэта были включены в учебник «Казахская литература. Справочник ученика» для 5-11 классов и поступающих в ВУЗ-ы в разделе «Независимая казахская литература» (С.T.Еликбаев, кандидат филологических наук, издательство «Арман-ПВ», 2005).
Его стихи переведены на испанский, китайский, кыргызский языки.
Классики казахской литературы, такие как А.Кекилбаев, Т.Абдик, М.Магауин, Ф.Онгарсинова, Т.Медетбек, Н.Оразалин высоко оценили творчество Тыныштыкбек Абдикакимова охарактеризовав его как «своеобразное судьбоносное явление в казахской литературе»

### Книги
- Әбдікәкімов, Т. Ақшам хаттары [Мәтін] : өлеңдер, балладалар, толғаулар / Т. Әбдікәкімов. — Алматы : Жалын, 1993. — 128 б.
- Әбдікәкімов, Т. Ырауан [Мәтін] : өлеңдер, балладалар, толғаулар / Т. Әбдікәкімов. — Алматы: Атамұра, 2000.- 230 бет.
- Әбдікәкімұлы, Т. Қас сақ аңқымасы [Мәтін] : өзтаным лұғаты / Т. Әбдікәкімұлы. — Астана : Алматы, 2001—2003. Т. 1. — Астана : Елорда, 2001. — 192 б. Т. 2. — Алматы : Қазығұрт, 2003. — 448 б.
- Әбдікәкімов, Т. Шығармалары [Мәтін] / Т. Әбдікәкімов ; Шығыс Қазақстан облыстық әкімдігі. — Астана : Фолиант, 2013 — … — (Алтай-Ертіс кітапханасы) Т. 1. Ырауан : өлеңдер, балладалар, толғаулар. — 2013. — 344 б.

## Награды
- 2003 — Президентская стипендия Республики Казахстан в области культуры и искусства.[2]/
- 2011 — Указом Президента Республики Казахстан от 5 декабря 2011 года награждён медалью «Ерен еңбегі үшін».
- 2011 — Государственная стипендия в области культуры[3].
- 2018 — Государственная премия Республики Казахстан в области литературы и искусства за сборник стихов и баллад «Алқоңыр дүние».[4]